# Bombardamento di Quy Nhơn
Il bombardamento di Quy Nhơn del 1861 fu un attacco da parte di una nave da guerra della marina degli Stati Uniti contro un forte vietnamita che proteggeva la città di Quy Nhơn, sulla costa centro meridionale del Vietnam (nell'odierna provincia di Binh Dinh). Le forze degli Stati Uniti, sotto il comando di James F. Schenck, si erano recate nel Vietnam meridionale per cercare cittadini americani scomparsi, ma all'arrivo furono accolte da colpi di cannone. In risposta all'attacco, la nave da guerra americana bombardò il forte fino a distruggerlo. L'incidente avvenne durante la conquista francese e spagnola del Vietnam meridionale.

## Bombardamento

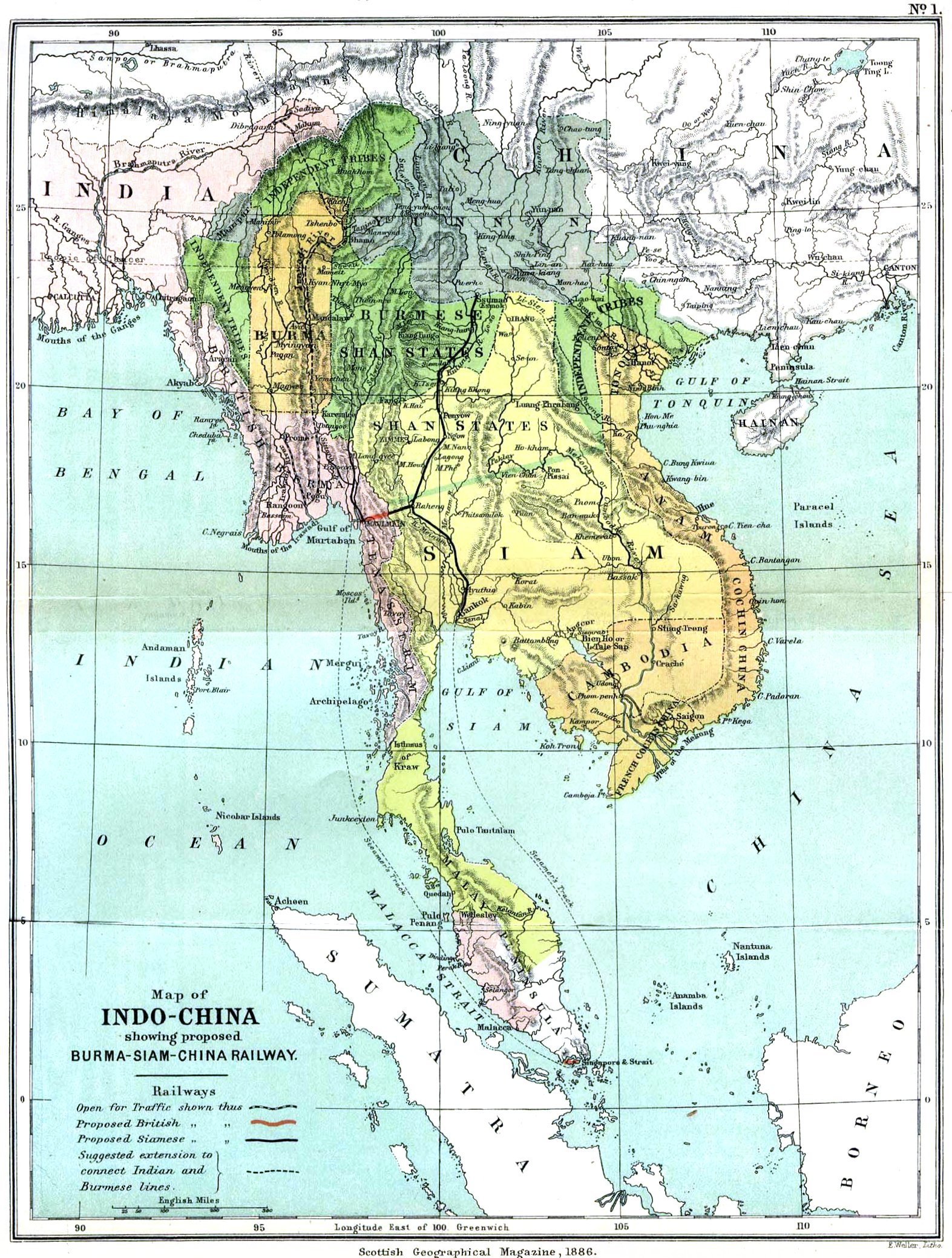
Una mappa dell'Asia del 1886

Nel giugno 1861 il comandante John Schenck prestava servizio nella Squadra delle Indie Orientali, poco prima di salpare verso est per unirsi al West Gulf Blockading Squadron. La sua ultima missione in Estremo Oriente fu quella di  recarsi con lo sloop-of-war USS Saginaw  a Quy Nhơn: una barca su cui si trovavano alcuni marinai della nave mercantile americana Myrtle risultava dispersa e l'ufficiale della flotta Frederick K. Engle aveva ordinato a Schenck di perlustrare la zona. Il Saginaw era armato con quattro cannoni rigati, uno da 50 libbre, uno da 32 libbre e due da 24 libbre e aveva un equipaggio di cinquanta uomini tra ufficiali e marinai. Il comandante Schenck arrivò al largo di Quy Nhơn il 30 luglio 1861 e si preparò ad entrare nel porto il giorno seguente, all'una del mattino. La sua intenzione era quella di chiedere ai vietnamiti se avevano visto i marinai scomparsi, ma, mentre il Saginaw stava entrando nel porto di Quy Nhơn, il vicino forte posto a nord della città aprì il fuoco da una distanza di 600 metri.
L'equipaggio del Saginaw stava gettando l'ancora quando il primo colpo finì in acqua vicino alla nave. Gli americani alzarono una bandiera bianca per mostrare le loro intenzioni amichevoli, ma i vietnamiti spararono altri due colpi di cannone. Cercando di recuperare vapore, la Saginaw virò e si ritirò lentamente a 900 metri di distanza; al termine della manovra il suo equipaggio era già in posizione e pronto all'azione. Gli artiglieri americani risposero quindi al fuoco con il cannone da 32 libbre e, dopo solo una ventina di minuti, i cannoni vietnamiti erano stati messi a tacere. Fu osservata un'esplosione secondaria, probabilmente dovuta al fatto che era stata colpita la polveriera o una postazione di artiglieria del forte. Dopo questa esplosione non furono sparati altri colpi contro la nave, ma gli artiglieri del Saginaw continuarono il loro bombardamento per un'altra mezz'ora, fino alla distruzione del forte. Le forze americane non subirono danni o perdite. Constatata l'impossibilità di comunicare con i vietnamiti, il Saginaw tornò a Hong Kong.
Gli uomini del Saginaw alla fine non trovarono i marinai americani scomparsi. Il comandante Schenck si distinse in servizio nella prima e nella seconda battaglia di Ford Fisher, durante la guerra civile americana.